# Cantone di Bar-le-Duc-1
Il Cantone di Bar-le-Duc-1 è una divisione amministrativa dell'Arrondissement di Bar-le-Duc.
È stato costituito a seguito della riforma approvata con decreto del 17 febbraio 2014, che ha avuto attuazione dopo le elezioni dipartimentali del 2015.

## Composizione
Comprende parte della città di Bar-le-Duc e i 12 comuni di:
- Combles-en-Barrois
- Érize-la-Brûlée
- Érize-Saint-Dizier
- Géry
- Longeville-en-Barrois
- Naives-Rosières
- Resson
- Raival
- Rumont
- Savonnières-devant-Bar
- Seigneulles
- Trémont-sur-Saulx